# 阿古真理
阿古 真理（あこ まり、1968年 - ）は、日本の生活史・食文化研究家、ノンフィクション作家。
くらし文化研究所を主宰している。

## 略歴
兵庫県西宮市で生まれる。1981年4月 神戸女学院中学部入学。1987年3月 神戸女学院高等学部卒業。神戸女学院大学文学部総合文化学科を卒業後、広告制作会社にコピーライターとして勤務。
1996年 フリーライターとして活動を開始し、情報誌や広告分野の仕事を手掛ける。1999年 東京都に活動拠点を移す。
2001年 『AERA』（朝日新聞社）で執筆活動を開始し、以後ノンフィクション分野を活動の軸に据える。
2004年 自身初の単著となる『ルポ「まる子世代」』を出版。2018年 料理家の有賀薫らと新しいカテイカ研究会を創設。
2023年 食生活ジャーナリスト大賞（ジャーナリズム部門）受賞。
2023年 くらし文化研究所を設立。

## 活動分野・評価
食文化を中心に暮らしの来歴や生活誌を研究している。このほか、ジェンダー、女性の生き方、家族、写真といったテーマで執筆や講演活動を行っている。
著書の『日本外食全史』は、300冊にも及ぶ文献を紐解いて執筆されたもので、木村衣有子によって外食の歴史を書き尽くした一冊と評価された。また、夫婦間の家事負担を論じた『料理は女の義務ですか』も好評を博した。『料理に対する「ねばならない」を捨てたら、うつの自分を受け入れられた。』は、36歳でうつ病を発症して日常の料理ができなくなった体験から、徐々に回復するなかで料理することの楽しさを改めて理解していった自らの体験を綴ったもので、精神科医の香山リカから多くの人に読んでもらいたい著書として紹介された。
2022年に出版された『家事は大変ってきづきましたか？』は、2022年11月12日付の日本経済新聞社で、作家の島本理生から「本書は家事を通じて全ての人に、ケアや生活とはなにかを問い直す一冊」と評されている。
2023年食生活ジャーナリスト協会主宰の「食生活ジャーナリズム大賞（ジャーナリズム部門）」を受賞。受賞理由は「食をめぐる現代社会の課題を掘り起こす視点と優れ た調査分析力で、食生活ジャーナリズムの発展に寄与した」ことである。

## 著書
- 『ルポ「まる子世代」』集英社新書、2004年。
- 『うちのご飯の60年 祖母・母・娘の食卓』筑摩書房、2009年。
- 『自由が丘スイーツ物語―ケーキで人を幸せにする街』 NTT出版、2011年。
- 『昭和の洋食 平成のカフェ飯 家庭料理の80年』筑摩書房、2013年。
- 『昭和育ちのおいしい記憶』筑摩書房、2014年。
- 『「和食」って何？』筑摩書房、2015年。
- 『小林カツ代と栗原はるみ 料理研究家とその時代』新潮社、2015年。
- 『なぜ日本のフランスパンは世界一になったのか パンと日本人の150年』NHK出版、2016年。
- 『料理は女の義務ですか』新潮社、2017年。平凡社
- 『パクチーとアジア飯』中央公論新社、2018年。
- 『母と娘はなぜ対立するのか 女性をとりまく家族と社会』筑摩書房、2019年。
- 『何が食べたいの、日本人？ 平成・令和食ブーム総ざらい』集英社、2020年。
- 『日本外食全史』亜紀書房、2021年。
- 『料理に対する「ねばならない」を捨てたら、うつの自分を受け入れられた。』幻冬舎、2021年。
- 『家事は大変って気づきましたか？』亜紀書房、2022年。
- 『大胆推理！ケンミン食のなぜ』亜紀書房、2023年。
- 『おいしい食の流行史』[12]青幻舎、2023年。
- 『お金・衣食住・防犯が全てわかる　ひとり暮らしの超基本』[13]朝日新聞出版、2024年。
- 『日本の台所とキッチン一〇〇年物語 』[14]平凡社、2024年
- 『日本の肉じゃが　世界の肉じゃが』新星出版、2024年